# آنمیک دو هان
آنمیک دو هان (انگلیسی: Annemiek de Haan؛ زادهٔ ۱۵ ژوئیهٔ ۱۹۸۱) قایقران روئینگ اهل پادشاهی هلند است.